# Конюша (Киевская область)
Конюша (укр. Конюша) — село, входит в Обуховский район Киевской области Украины.
Население по переписи 2001 года составляло 5 человек. Почтовый индекс — 08714. Телефонный код — 4572. Занимает площадь 0,007 км². Код КОАТУУ — 3223187704.

## Местный совет
08714, Київська обл., Обухівський р-н, с. Старі Безрадичі